# Kodu Game Lab
Kodu, in origine chiamato Boku, è un ambiente di sviluppo integrato creato dai Microsoft FUSE Labs. Funziona su Xbox360 e Microsoft Windows XP, Windows Vista, Windows 7, Windows 8 e Windows 10. Fu rilasciato sul Xbox Live Marketplace il 30 giugno 2009. Una versione Windows è stata resa disponibile per il grande pubblico tramite il portale web dei laboratori FUSE di Microsoft.

## Descrizione
Kodu è uno strumento di programmazione visuale ispirato a Logo degli anni 60 e altri progetti attuali come AgentSheets, Squeak e Alice. È stato progettato per essere accessibile a tutti.
Kodu è disponibile per il download come un gioco indie per Xbox 1. Esiste anche una versione per PC in beta, disponibile per chiunque sul sito web del progetto.
Kodu presenta delle differenze rispetto agli altri progetti della stessa tipologia:
Evita la scrittura di codice, permettendo agli utenti di costruire programmi utilizzando elementi visivi attraverso un controller per videogiochi.
I programmi vengono eseguiti in un ambiente di simulazione 3D piuttosto che su uno schermo bitmap o in 2D, similmente ad Alice.
Kodu Game Lab è stato inoltre usato come uno strumento educativo in alcune scuole e centri di apprendimento. Presso Y8 studenti dovevano ad esempio creare un progetto in una settimana utilizzando le loro console; per superare il test, dovevano raggiungere un punteggio di almeno 20 su 25.

## Progettazione del linguaggio di programmazione
Il modello di programmazione di Kodu è semplificato e può essere programmato utilizzando un controller per videogiochi oppure attraverso una combinazione di mouse e tastiera. Kodu utilizza gli aspetti più tradizionali e “seriosi” dei linguaggi di programmazione, come le variabili simboliche, il branching, i loop, la manipolazione di numeri e stringhe, le subroutines, il polimorfismo, e così via.
La semplicità viene ottenuta situando elettività di programmazione in un ambiente di simulazione quasi del tutto completo: l’utente programma i comportamenti dei personaggi in una ambientazione 3D, e i programmi sono espressi tramite un paradigma sensoriale di alto livello che consiste in un sistema o linguaggio basato su regole, a loro volta bastate su condizioni e azioni similmente a AgentSheets.
La tipica stringa “hello world” in Kodu è:
see - fruit - move - towards
La grammatica di tale espressione è:
<condizione> <azione> 
Dove <condizione> è:
<sensore>[<filtro> …] 
E <azione> è:
<verbo> [<modifica> …] 
Una variante illustrative del programma appena descritto è:
see - red - fruit - move - towards - quickly 
Kodu permette di creare diverse tipologie di giochi, come quelli di gare automobilistiche, di strategia, RPG, di avventura, piattaforma, puzzle, 1st person shooters, ecc.